# Ołeksandr Uszkałenko
Ołeksandr Anatolijowycz Uszkałenko (ukr. Олександр Анатолійович Ушкаленко; ur. 2 sierpnia 1964 w Uhrojidach) – ukraiński biegacz narciarski, czterokrotny medalista mistrzostw świata juniorów.
Po raz pierwszy na arenie międzynarodowej pojawił się w 1983 roku, startując na mistrzostwach świata juniorów w Kuopio. Zwyciężył tam w biegu na 15 km techniką klasyczną, a wspólnie z kolegami z reprezentacji zdobył też złoty medal w sztafecie. Na rozgrywanych rok później mistrzostwach świata juniorów w Trondheim ponownie był najlepszy w sztafecie, a w biegu na 15 km był tym razem trzeci.
W 1998 roku brał udział w igrzyskach olimpijskich w Nagano, zajmując 48. miejsce w biegu na 30 km stylem klasycznym oraz 57. miejsce na dystansie 50 km techniką dowolną. Zajął też między innymi 36. miejsce w biegu łączonym na mistrzostwach świata w Trondheim w 1997 roku.
Nigdy nie zdobył punktów Pucharu Świata, w którym siedem razy (najlepszy wynik to 65. miejsce). Rzadko pojawiał się w innych zawodach FIS – FIS Race. W 1996 roku w Tysowcu w zawodach tej rangi zajął 3. miejsce.

## Osiągnięcia

### Igrzyska olimpijskie
| Miejsce | Dzień     | Rok  | Miejscowość | Konkurencja             | Czas biegu | Strata   | Zwycięzca    |
| ------- | --------- | ---- | ----------- | ----------------------- | ---------- | -------- | ------------ |
| 48.     | 9 lutego  | 1998 | Nagano      | 30 km stylem klasycznym | 1:33:55,8  | +10:19,9 | Mika Myllylä |
| 57.     | 22 lutego | 1998 | Nagano      | 50 km stylem dowolnym   | 2:05:08,2  | +22:00,9 | Bjørn Dæhlie |

### Mistrzostwa świata
| Miejsce | Dzień     | Rok  | Miejscowość | Konkurencja             | Czas biegu | Strata   | Zwycięzca           |
| ------- | --------- | ---- | ----------- | ----------------------- | ---------- | -------- | ------------------- |
| 56.     | 21 lutego | 1997 | Trondheim   | 30 km stylem dowolnym   | 1:06:28,2  | +5:55,4  | Aleksiej Prokurorow |
| 53.     | 24 lutego | 1997 | Trondheim   | 10 km stylem klasycznym | 23:41,8    | +2:41,7  | Bjørn Dæhlie        |
| 36.     | 25 lutego | 1997 | Trondheim   | 10+15 km pościgowy      | 1:00:11,1  | +5:11,7  | Bjørn Dæhlie        |
| 16.     | 28 lutego | 1997 | Trondheim   | Sztafeta 4 × 10 km      | 1:37:06,1  | +9:42,6  | Norwegia            |
| 50.     | 2 marca   | 1997 | Trondheim   | 50 km stylem klasycznym | 2:16:37,5  | +17:00,4 | Mika Myllylä        |

### Mistrzostwa świata juniorów
| Miejsce | Dzień    | Rok  | Miejscowość | Konkurencja             | Wynik     | Strata | Zwycięzca      |
| ------- | -------- | ---- | ----------- | ----------------------- | --------- | ------ | -------------- |
| 1.      | 11 marca | 1983 | Kuopio      | 15 km stylem klasycznym | 41:38,7   | -      | -              |
| 1.      | ? marca  | 1983 | Kuopio      | Sztafeta 3 × 10 km      | 1:22:16,4 | -      | -              |
| 3.      | 3 lutego | 1984 | Trondheim   | 15 km stylem klasycznym | 42:13,5   | +33,2  | Holger Bauroth |
| 1.      | 5 lutego | 1984 | Trondheim   | Sztafeta 3 × 10 km      | 1:33:40,3 | -      | -              |